# Grüner Kardamom
Der Grüne Kardamom ([kaʁdaˈmoːm] oder [ˈkaʁdamɔm]; Elettaria cardamomum, früher auch Amomum cardamomum L.) ist eine Pflanzenart aus der Familie der Ingwergewächse (Zingiberaceae) innerhalb der einkeimblättrigen Pflanzen. Es gibt zwei Varianten dieser Art, die als Gewürz verwendet werden: Der Malabarkardamom (Elettaria cardamomum (L.) Maton var. cardamomum) und der weniger wertvolle Ceylonkardamom (Elettaria cardamomum var. major Thwaites). Es werden meist die Samen verwendet, oft auch die gesamten getrockneten Kapselfrüchte.

## Beschreibung

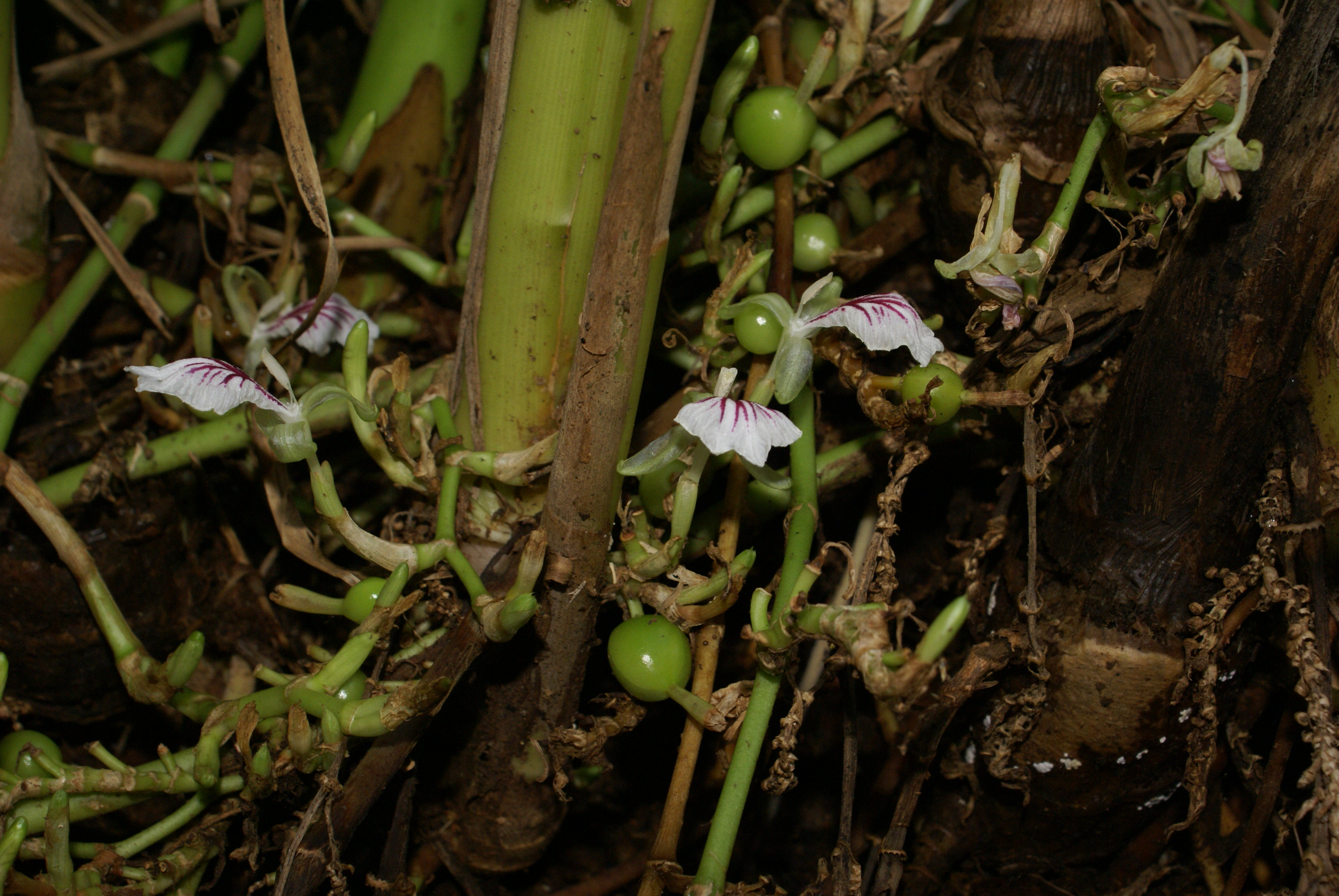
Blütenstand mit Blüten, bei denen das Labellum am auffälligsten ist.

Elettaria cardamomum ist eine ausdauernde krautige Pflanze und erreicht in der Regel Wuchshöhen von 2 bis 3 Meter, vereinzelt bis 5,5 Meter. Es wird ein starkes bewurzeltes Rhizom als Überdauerungsorgan gebildet. Es sind viele lanzettliche Laubblätter vorhanden.
Der Blütenstandsschaft wächst aus einem flach über dem Boden kriechenden Seitentrieb aus und erreicht Wuchshöhen von bis zu 1,5 Meter. Die Blüten stehen in einem rispigen Blütenstand zusammen. Die zwittrigen, zygomorphen Blüten sind dreizählig mit doppeltem Perianth. Das Labellum ist der auffälligste Teil der Blüte.
Die dreifächerigen, strohigen Kapselfrüchte sind von grünlich-gelblicher Farbe. In jedem Fruchtfach sitzen vier bis acht unregelmäßig geformte, grau- bis rötlichbraune Samen.
Die Chromosomenzahl beträgt 2n = 48 oder 50.

## Herkunft
Kardamom (über griechisch-lateinisch Cardamomum, zusammengesetzt aus einem nicht sicher zu deutenden Vorderglied und Hinterglied -amomum, das eine Gewürzpflanze bezeichnete) stammt ursprünglich aus Südindien, Sri Lanka, Irak und Thailand. Nach R. Govaerts ist die Heimat das südwestliche Indien.
Große Exportländer sind heute auch Guatemala und Indonesien, weitere Anbauländer sind Tansania, Madagaskar, Papua-Neuguinea und Vietnam.

## Systematik
Synonyme für Elettaria cardamomum (L.) Maton sind: Alpinia cardamomum (L.) Roxb., Amomum cardamomum L., Amomum ensal Raeusch., Amomum racemosum Lam., Amomum repens Sonn., Amomum uncinatum Stokes, Cardamomum elletari Garsault, Cardamomum malabaricum Pritz., Cardamomum minus (Gaertn.) Kuntze, Cardamomum officinale Salisb., Cardamomum verum Oken, Elettaria cardamomum var. minus Watt, Elettaria cardamomum var. minuscula Burkill, Elettaria repens (Sonn.) Baill., Matonia cardamomum (L.) Stephenson & J.M.Churchill, Zingiber minus Gaertn.

## Verwendung

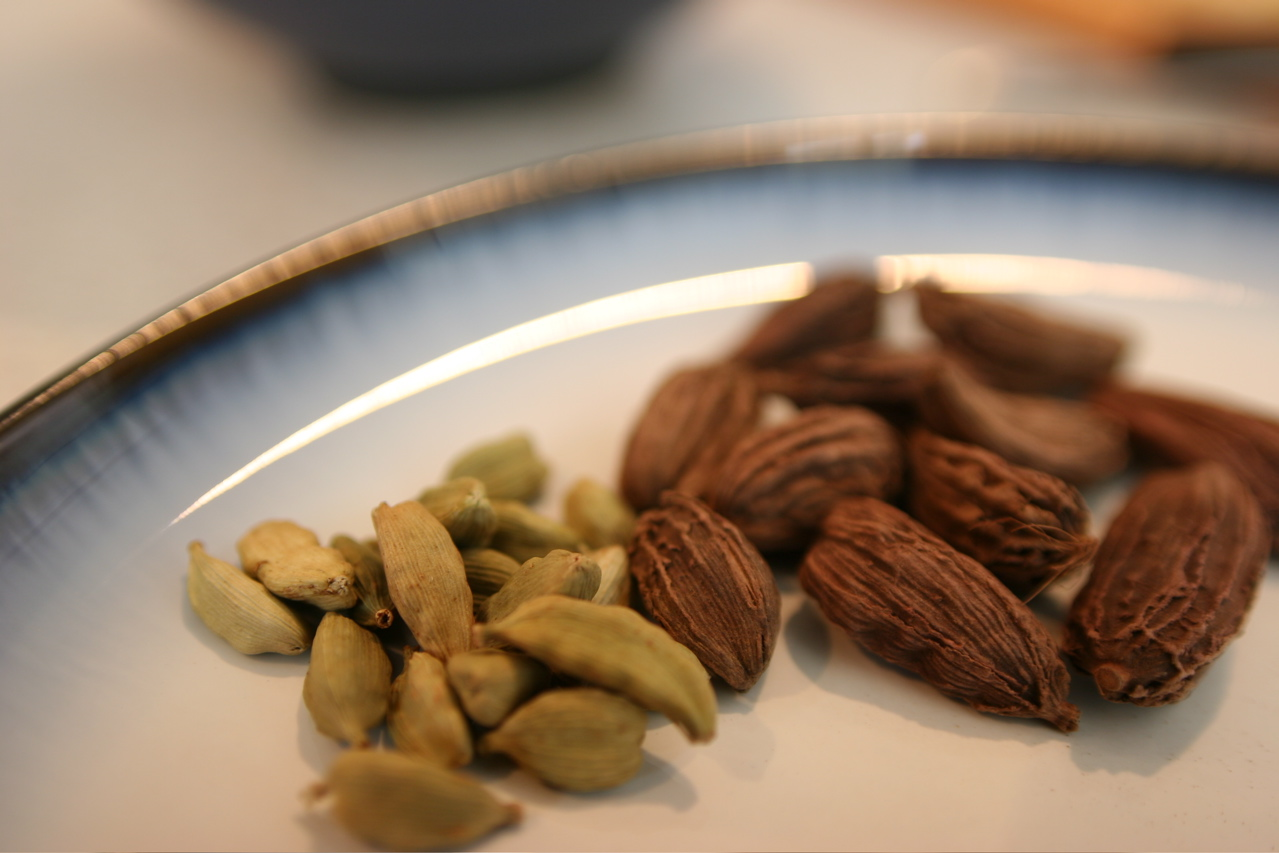
Im Vergleich: Grüner und Schwarzer Kardamom.

Kardamom ist eine Gewürzart. Die Kapselfrüchte („Kardamomen“) des Kardamoms werden kurz vor der Reife von Hand gepflückt, da sie sich ansonsten öffnen und so die Samen verloren gehen. In arabischen Ländern wird dem Kardamom eine aphrodisierende Wirkung nachgesagt.

### In der Küche

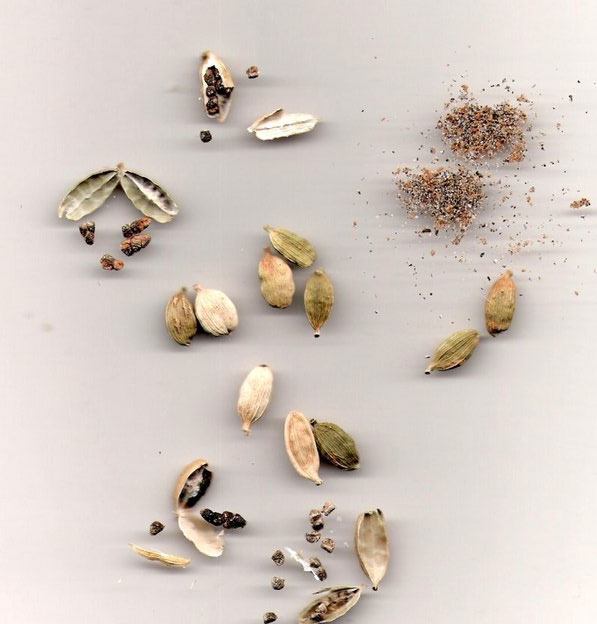
Verschiedene Stufen bei der Herstellung des Kardamom-Gewürzes

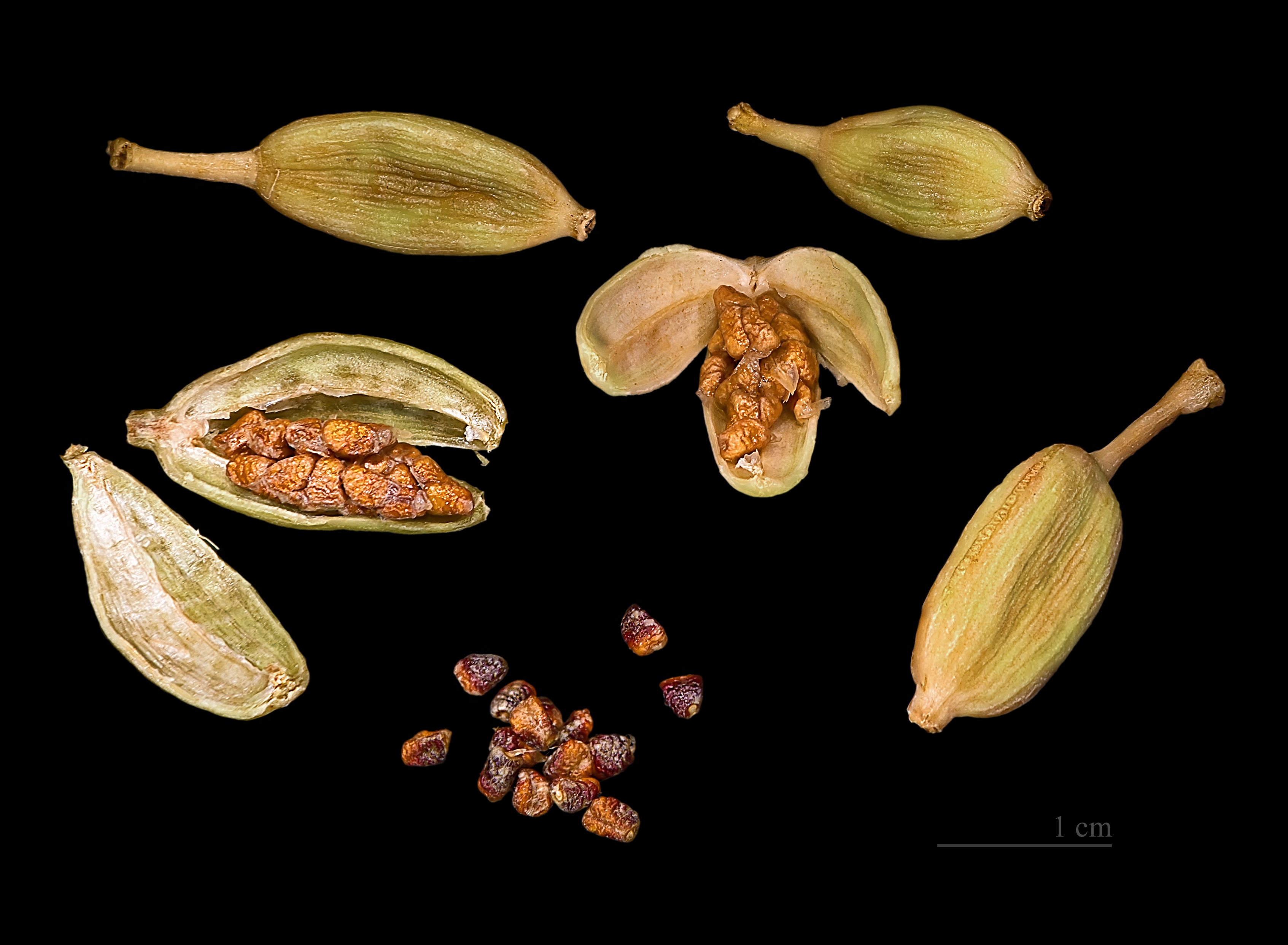
Kardamom-Kapseln

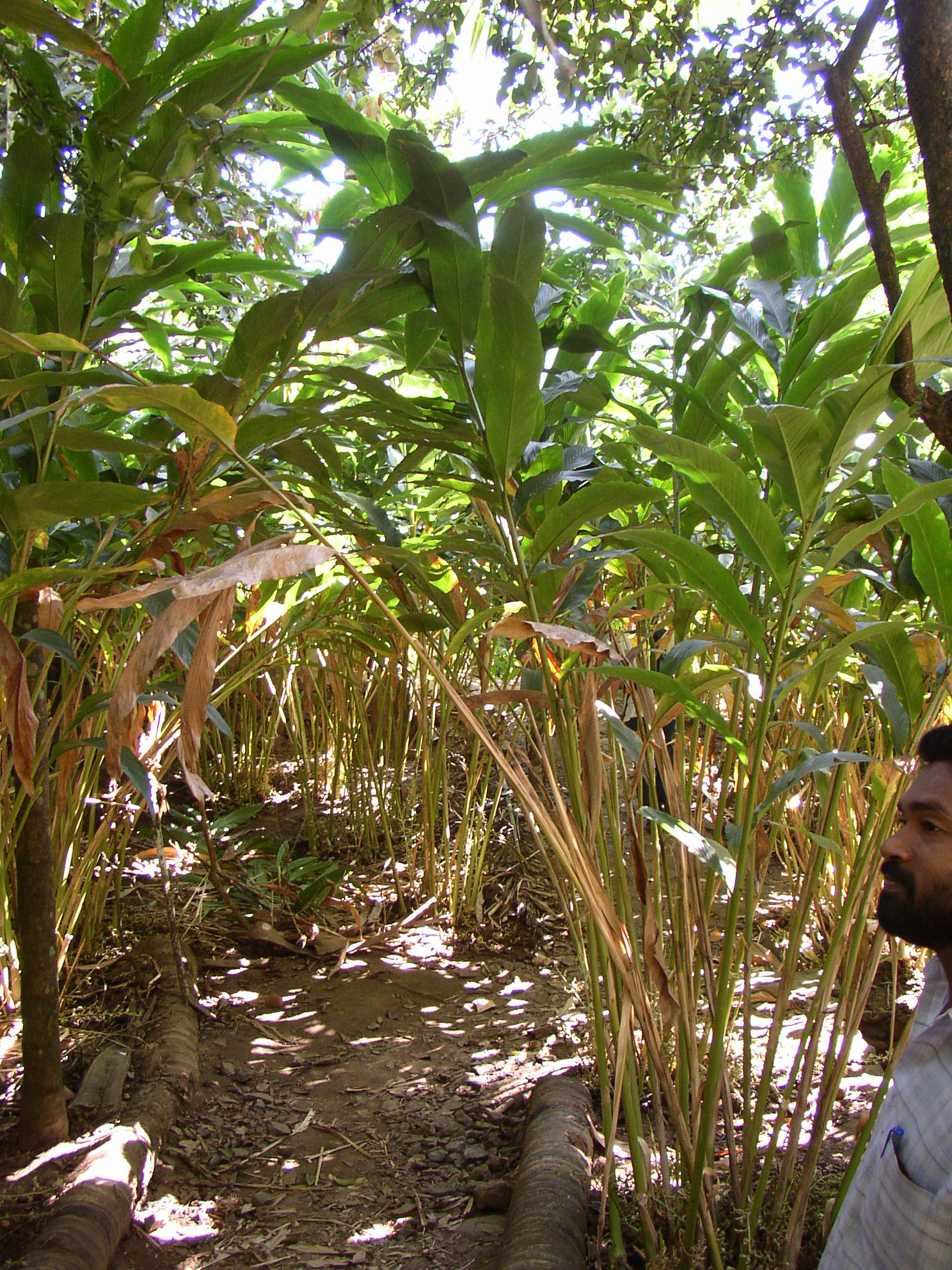
Kardamom-Plantage, ausgewachsene Pflanzen, der Blütenstand befindet sich nahe am Boden.

Die Samen enthalten ein ätherisches Öl, das ihnen ein würziges, süßlich-scharfes Aroma verleiht. Da es leicht verfliegt, sollte man ganze Kapseln dem Kardamompulver – in dem auch meist die geschmacksneutralen Fruchtschalen mit vermahlen sind – vorziehen und die Samen erst bei Bedarf mörsern oder mahlen. Beim Mörsern drückt man den Stößel auf die Kapsel, bis sie aufspringt. Dann wird die Hülle entfernt und der Samen zerrieben. Guten Kardamom erkennt man an der frisch-grünen Farbe der Kapseln und der ölig-schwarzen Farbe der Samenkörner.
Kardamomsamen sind ein verbreitetes Gewürz in der asiatischen und arabischen Küche. Sie sind ein Hauptbestandteil indischer Masalas und des ihnen nachempfundenen Currypulvers sowie von Masala chai. Das ayurvedische Konfekt Laddu, das aus Ghee-Butter hergestellt wird, enthält auch Kardamom. In der europäischen Küche findet das Gewürz hauptsächlich Verwendung in Weihnachtsgebäck wie Lebkuchen und Spekulatius, aber auch in Wurstwaren, Likören, Schokolade und als Bestandteil von Gewürzmischungen. In Skandinavien ist Kardamom außerdem ein typischer Bestandteil süßer Backwaren (z. B. schwedische Kanelbulle oder finnische Pulla) und im Glühwein (Glögg). Bei der Zubereitung von arabischem Mokka wird dem Kaffeemehl häufig Kardamom zugegeben. Trotz des ähnlichen Namens wird der sogenannte Schwarze Kardamom (Amomum subulatum) ausschließlich für pikante Gerichte verwendet.

### In der Medizin
Als Droge dienen die kurz vor der Reife geernteten Früchte (Cardamomi Fructus) mit den Samen der variatio minuscula Bork, die nur an der Malabarküste heimisch ist (Malabar-Kardamom).
Wirkstoff ist ein ätherisches Öl (ca. 7 %), das aus über 120 Verbindungen besteht, vor allem alpha-Terpinylacetat (etwa ein Drittel), Cineol (ebenfalls etwa ein Drittel), alpha-Terpineol, Limonen, Linalylacetat, Linalool, Hydroxyzimtsäure, fettes Öl und Stärke. Für arzneiliche Zwecke werden nur die von der Kapselhülle befreiten Samen verwendet.
Im Mittelalter unterschied man bei Cardamomum (genannt auch cocolla oder cacolla) die Varietäten „major“ und „minor“ bzw. eine wilde und eine angebaute Pflanze. Der wilde Kardamom wurde auch als carvi agreste („wilder Kümmel“) bezeichnet.
Ihr ätherisches Öl wirkt fördernd auf die Speichel-, Magen- und Gallensaftsekretion. In der Regel werden alkoholische Auszüge verwendet, bisweilen mit Kümmel und Fenchel kombiniert und in Fertigpräparaten gegen Verdauungsbeschwerden, Blähungen und zur Anregung des Appetits eingesetzt. In manchen Mitteln ist Kardamom auch nur als Geschmackskorrigens enthalten.